# Charlotte von Hessen-Kassel (1627–1686)

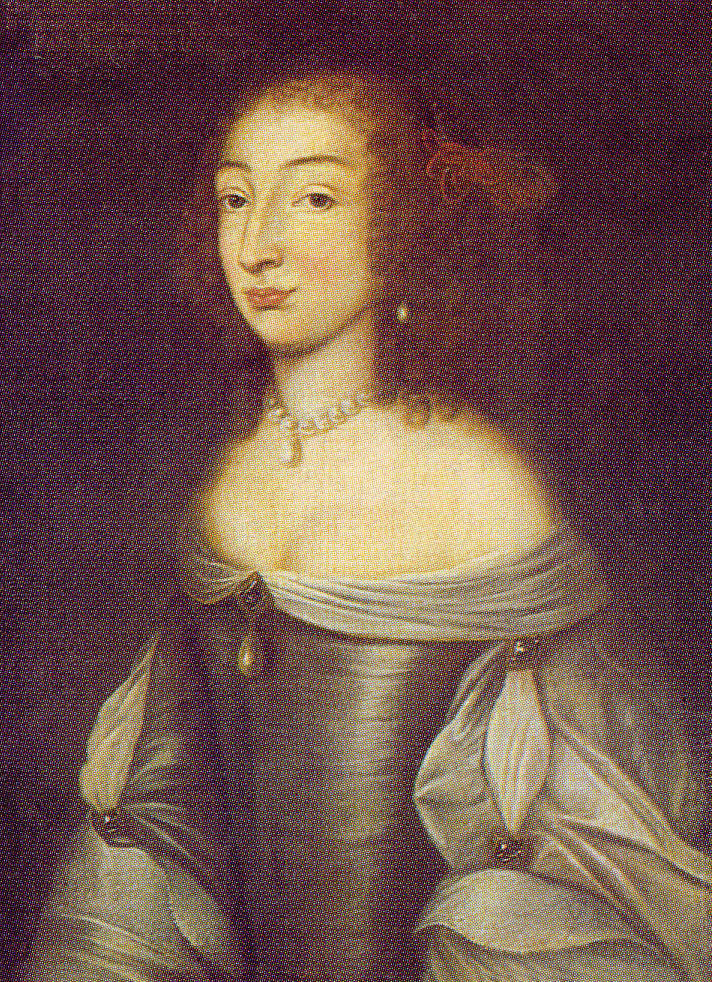
Charlotte von Hessen-Kassel, um 1650

Charlotte von Hessen-Kassel, Kurfürstin von der Pfalz, (* 20. November 1627 in Kassel; † 16. März 1686 in Heidelberg) war die Gemahlin des Kurfürsten Karl Ludwig und Mutter der Liselotte von der Pfalz und des späteren Kurfürsten Karl II. von der Pfalz.
Ihre Eltern waren Wilhelm V. von Hessen-Kassel und dessen Gemahlin Amalie Elisabeth von Hanau-Münzenberg.

## Leben
Charlotte von Hessen-Kassel soll eine schöne, aber eitle und geistig wenig anspruchsvolle junge Frau gewesen sein. Auf Drängen ihrer verwitweten Mutter heiratete sie am 12. Februar 1650 am Hof zu Kassel Karl Ludwig von der Pfalz, den Sohn des verstorbenen „Winterkönigs“ von Böhmen, der nur wenige Monate zuvor durch den Westfälischen Frieden nach jahrzehntelangem Exil die verwüstete Kurpfalz zurückerhalten hatte, an deren Wiederaufbau er sich mit großer Tatkraft machte. Die Verliebtheit und die Aufmerksamkeiten des Bräutigams erwiderte Charlotte jedoch nicht, sondern gestand selber, sie habe ihn „nit gern genohmen“. Doch obwohl mehrere junge Prinzen um ihre Hand angehalten hatten, wählte ihre Mutter den Kurfürsten als Ranghöchsten. Charlotte sah ihn als „eifersüchtigen Alten“. Charlottes Mutter hatte den Pfalzgrafen bereits vorgewarnt, Charlotte sei gefühlskalt und eigensinnig. Diese wiederum fühlte sich von ihrem zehn Jahre älteren Mann bald mit ungerechtfertigter Eifersucht verfolgt und überwacht. So wurde die Ehe mit Karl Ludwig sehr unglücklich und es kam schon bald zu Streitigkeiten.

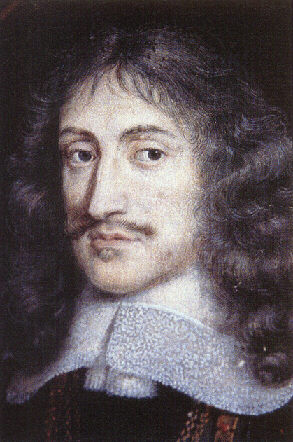
Kurfürst Karl Ludwig von der Pfalz

Nach der Geburt eines dritten Kindes, das kurz nach der Geburt starb, verwies sie ihn aus dem Schlafzimmer. Er warf ihr vor, sie sei zu oft geritten, zu häufig auf der Jagd sowie putz- und vergnügungssüchtig. Die zu Wutanfällen und lauten Szenen neigende Kurfürstin provozierte ihren Gemahl, der sich schließlich eine ihrer Hofdamen als Mätresse nahm, was wiederum zu Eifersuchtsanfällen führte, die der Kurfürst mit häuslicher Gewalt quittierte.
Karl Ludwig konnte sich trotz der Stellung als Fürst und Kirchenoberer nicht ohne ihre Einwilligung scheiden lassen, obwohl er das trotz ihres ungehorsamen, halsstarrigen, verdrießlichen und widerspenstigen Wesens immer wieder vergeblich versuchte. Anders als ihre Ahnfrau Christine von Sachsen, die 1540 einer morganatischen Doppelehe ihres Gemahls Philipp I. von Hessen zugestimmt hatte (der anschließend mit beiden Frauen Kinder zeugte), weigerte sich Charlotte strikt. So entschied Karl Ludwig sich als Inhaber der obersten exekutiven und judikativen Gewalt im Staate schließlich, seine Frau einseitig und offiziell zu verstoßen und proklamierte dies öffentlich. Anschließend bestimmte er seinen Hofprediger dazu, die Eheschließung mit seiner Mätresse Luise von Degenfeld als sogenannte „Ehe zur linken Hand“ zu segnen; Luise und ihr Bruder hatten auf einer regulären Eheschließung bestanden. Die mittlerweile vierundzwanzigjährige Hofdame war im Gegensatz zu Charlotte sanft und unterwürfig. Die Kinder aus dieser Beziehung, vom Vater zu „Raugrafen“ ernannt, galten aber dynastisch als illegitim und blieben von der Erbfolge ausgeschlossen.
Die verstoßene Charlotte kehrte nach ihrer „Verbannung“ zunächst noch nicht nach Kassel zurück, sondern wohnte in einem Seitenflügel von Schloss Heidelberg, weiter hoffend, dass sich das Blatt wenden würde. Über das Verhältnis von Charlotte zu ihren beiden Kindern Karl und Liselotte ist kaum etwas bekannt. Liselotte wurde 1659 vom Vater zu dessen Schwester Sophie von der Pfalz nach Hannover geschickt, anscheinend um sie aus dem Einflussbereich ihrer Mutter zu entfernen. Nach anderer Ansicht brachte er sie nach Hannover, um ihr die ehelichen Auseinandersetzungen zu ersparen. Sophie, die vor ihrer Eheschließung einige Jahre am Heidelberger Hof gelebt hatte, hatte diese zur Genüge miterlebt. Sie hasste und verachtete ihre Schwägerin und half ihrem Bruder nur zu gerne, ihr die Tochter wegzunehmen, vermutlich um sie zum Rückzug nach Kassel zu bewegen. Karl Ludwigs Schwester Elisabeth ergriff als einzige am Heidelberger Hof offen Partei für ihre Schwägerin.
Aus der Zeit der Reise ihrer Tochter nach Hannover sind zwei rührende Briefe Charlottes an Liselotte erhalten, und mehrere andere an deren Erzieherin, in denen sie sich nach dem Befinden ihrer Tochter erkundigt und darüber beklagt, dass sie keine Antwort mehr bekomme. Vermutlich wurden Liselotte die Briefe ihrer Mutter vorenthalten, um den Kontakt abzubrechen. Nachdem Charlotte im Juni 1663 Heidelberg verlassen hatte, ließ man ihre Tochter wieder an den pfälzischen Hof zurückkommen. Die beiden sahen sich erst viele Jahre später bei zwei Begegnungen 1681 und 1683 wieder.
Charlotte lebte von einer „mageren“ Pension und zog sich nach dem Tod ihres Sohnes Karl in eine Wohnung im Kloster Neuburg zurück, wo sie am 26. März 1686 starb.

## Charlotte aus der Sicht von Sophie von der Pfalz
Charlotte von Hessen-Kassel galt schon in jungen Jahren als schwierig und widerspenstig. Sophie von der Pfalz, ihre Schwägerin, die einige Jahre mit ihr am kurfürstlichen Hof in Heidelberg zusammenlebte, bemüht sich in ihren Memoiren, ein objektives Bild Charlottes zu geben und beschreibt sie als hübsche, lebenslustige Frau, die Vergnügen an der Jagd und am Kartenspiel fand und „die charmant sein konnte, wenn sie wollte“. Doch beschreibt sie sie auch als eitel, oberflächlich und ein bisschen dumm. Ihr Bruder, der Kurfürst, sei anfangs sehr verliebt in seine Frau gewesen, habe sie vor aller Augen geküsst – „es war ein ständiges Umarmen, ich habe oft gesehen, wie sie gegenseitig voreinander knieten“ – habe sich aber an ihrer Affektiertheit und Koketterie gestört. Ihren Bruder wiederum beschreibt Sophie als übermäßig eifersüchtig. „Sie liebte es, jeden mit ihrer Naivität zu umgarnen, ging aber nie bis zum Äußersten. Es war mehr Torheit als Bösartigkeit in ihrem Benehmen, aber Monsieur der Kurfürst, der sie mit großer Zärtlichkeit liebte, wollte alles für sich und gönnte den anderen nichts. Die kleinste Bemerkung, die er über diese Angelegenheiten ihr gegenüber machte, versetzte sie in eine schreckliche Wut, die oft den ganzen Tag über dauerte; erst in der Nacht wurde wieder Frieden geschlossen.“ Das Verhältnis Sophies zu ihrer Schwägerin Kurfürstin Charlotte war anfangs halbwegs freundschaftlich, später jedoch gespannt, nachdem diese von Sophies älterer, unverheirateter Schwester Elisabeth aus Eifersucht gegen sie aufgehetzt worden war. Laut Sophies Memoiren soll Elisabeth der Schwägerin Charlotte weisgemacht haben, dass der Kurfürst in seine 14 Jahre jüngere Schwester verliebt sei.
Sophie erzählt auch von dem Ehedrama und den Auseinandersetzungen am kurfürstlichen Hof, nachdem Charlotte eine Schatulle mit zwei Ringen und zwei Briefen mit Heiratsversprechen des Kurfürsten an Luise von Degenfeld und umgekehrt gefunden hatte:
„Das versetzte sie in eine Wut, zu der ihr Temperament ohnedies neigte, und veranlaßte sie, einen fürchterlichen Lärm zu machen. Sie ließ meine Schwester und mich rufen, die Degenfeld hatte ihrerseits den Kurfürsten benachrichtigen lassen, und als wir eintraten, erblickten wir einen ganz außergewöhnlichen Auftritt. Der Kurfürst stand vor seiner Geliebten, um die Schläge abzuwehren, die sie von seiner Gemahlin hätte bekommen können, die Kurfürstin ging im Zimmer hin und her und hatte alle Schmucksachen der Degenfeld in den Händen. Voller Zorn trat sie an uns heran und rief: 'Prinzessinnen, das ist der Lohn der Dirne, das ist nicht für mich!' Ich konnte mich nicht enthalten, über diese Klage zu lachen, und platzte so heraus, daß die Kurfürstin davon angesteckt wurde und ebenfalls an zu lachen fing. Aber einen Augenblick darauf ergriff der Zorn sie wieder, als der Herr Kurfürst ihr sagte, daß sie die Steine der, welcher sie gehörten, zurückgeben solle. Sie warf sie durch das ganze Zimmer und rief: 'Wenn sie mir nicht gehören sollen, da sind sie!“
Nach Charlottes Tode im Jahr 1686 meinte Sophie über die Vorbereitungen zu deren Beerdigung:
„...Das wird wohl das einzige Mal sein, daß man sie ankleidet, ohne daß sie ihre Leute schimpft oder schlägt.“

## Die Nachkommen
Charlotte von Hessen-Kassel heiratete am 22. Februar 1650 in Kassel Karl Ludwig. Aus der Ehe gingen drei Kinder hervor:
- Karl II., Kurfürst von der Pfalz (1651–1685) ⚭ 1671 Prinzessin Wilhelmine Ernestine von Dänemark und Norwegen (1650–1706)
- Elisabeth Charlotte, Prinzessin von der Pfalz (1652–1722) ⚭ 1671 Herzog Philipp I. von Orléans (1640–1701)
- Friedrich, Prinz von der Pfalz (1653–1654)

## Vorfahren
|  |                                                     |  |  |  |  |  |  |  |  |  |  |  |  |
|  | Wilhelm IV. von Hessen-Kassel (1532–1592)           |  |  |  |  |  |  |  |  |  |  |  |  |
|  |                                                     |  |  |  |  |  |  |  |  |  |  |  |  |
|  |                                                     |  |  |  |  |  |  |  |  |  |  |  |  |
|  | Moritz von Hessen-Kassel (1572–1632)                |  |  |  |  |  |  |  |  |  |  |  |  |
|  |                                                     |  |  |  |  |  |  |  |  |  |  |  |  |
|  |                                                     |  |  |  |  |  |  |  |  |  |  |  |  |
|  | Sabina von Württemberg (1549–1581)                  |  |  |  |  |  |  |  |  |  |  |  |  |
|  |                                                     |  |  |  |  |  |  |  |  |  |  |  |  |
|  |                                                     |  |  |  |  |  |  |  |  |  |  |  |  |
|  | Wilhelm V. von Hessen-Kassel (1602–1637)            |  |  |  |  |  |  |  |  |  |  |  |  |
|  |                                                     |  |  |  |  |  |  |  |  |  |  |  |  |
|  |                                                     |  |  |  |  |  |  |  |  |  |  |  |  |
|  | Johann Georg zu Solms-Laubach (1546–1600)           |  |  |  |  |  |  |  |  |  |  |  |  |
|  |                                                     |  |  |  |  |  |  |  |  |  |  |  |  |
|  |                                                     |  |  |  |  |  |  |  |  |  |  |  |  |
|  | Agnes zu Solms-Laubach (1578–1602)                  |  |  |  |  |  |  |  |  |  |  |  |  |
|  |                                                     |  |  |  |  |  |  |  |  |  |  |  |  |
|  |                                                     |  |  |  |  |  |  |  |  |  |  |  |  |
|  | Margarete von Schönburg-Glauchau (1554–1606)        |  |  |  |  |  |  |  |  |  |  |  |  |
|  |                                                     |  |  |  |  |  |  |  |  |  |  |  |  |
|  |                                                     |  |  |  |  |  |  |  |  |  |  |  |  |
|  | Charlotte von Hessen-Kassel                         |  |  |  |  |  |  |  |  |  |  |  |  |
|  |                                                     |  |  |  |  |  |  |  |  |  |  |  |  |
|  |                                                     |  |  |  |  |  |  |  |  |  |  |  |  |
|  | Philipp Ludwig I. von Hanau-Münzenberg, (1553–1580) |  |  |  |  |  |  |  |  |  |  |  |  |
|  |                                                     |  |  |  |  |  |  |  |  |  |  |  |  |
|  |                                                     |  |  |  |  |  |  |  |  |  |  |  |  |
|  | Philipp Ludwig II. von Hanau-Münzenberg (1576–1612) |  |  |  |  |  |  |  |  |  |  |  |  |
|  |                                                     |  |  |  |  |  |  |  |  |  |  |  |  |
|  |                                                     |  |  |  |  |  |  |  |  |  |  |  |  |
|  | Magdalene von Waldeck (1558–1599)                   |  |  |  |  |  |  |  |  |  |  |  |  |
|  |                                                     |  |  |  |  |  |  |  |  |  |  |  |  |
|  |                                                     |  |  |  |  |  |  |  |  |  |  |  |  |
|  | Amalie Elisabeth von Hanau-Münzenberg (1602–1651)   |  |  |  |  |  |  |  |  |  |  |  |  |
|  |                                                     |  |  |  |  |  |  |  |  |  |  |  |  |
|  |                                                     |  |  |  |  |  |  |  |  |  |  |  |  |
|  | Wilhelm I. von Oranien (1533–1584)                  |  |  |  |  |  |  |  |  |  |  |  |  |
|  |                                                     |  |  |  |  |  |  |  |  |  |  |  |  |
|  |                                                     |  |  |  |  |  |  |  |  |  |  |  |  |
|  | Katharina Belgica von Oranien-Nassau (1578–1648)    |  |  |  |  |  |  |  |  |  |  |  |  |
|  |                                                     |  |  |  |  |  |  |  |  |  |  |  |  |
|  |                                                     |  |  |  |  |  |  |  |  |  |  |  |  |
|  | Charlotte de Bourbon-Montpensier (1546/47–1582)     |  |  |  |  |  |  |  |  |  |  |  |  |
|  |                                                     |  |  |  |  |  |  |  |  |  |  |  |  |
|  |                                                     |  |  |  |  |  |  |  |  |  |  |  |  |